# 原和也
原 和也（はら かずや、1967年8月9日 - ）は、日本の警察官僚。内閣情報官。

## 来歴
1967年8月、兵庫県生まれ。一橋大学経済学部卒業後、1990年警察庁入庁。
1993年8月、山梨県警察本部警備部警備第一課長。2002年1月、外務省在ロシア日本国大使館一等書記官。2007年7月、外務省在アメリカ合衆国日本国大使館一等書記官。
2010年8月、警察庁警備局付警視正兼内閣官房内閣参事官（内閣情報調査室）。2013年5月、防衛省情報本部電波部長兼内閣官房内閣参事官（内閣情報調査室）。2016年8月、警備局警備課長。2017年3月24日、警備局外事情報部外事課長。2018年4月、警察庁長官官房人事課長。2019年1月、内閣総理大臣秘書官（事務担当）。2020年10月16日、国際警察センター所長兼警察庁長官官房審議官（国際・調整担当）。2021年1月15日より埼玉県警察本部長に就任予定も、新型コロナウイルス感染のため着任延期となり、警察庁長官官房付。同年2月15日、埼玉県警察本部長。2022年8月30日、警察庁警備局長。2023年6月27日、内閣情報官。